# Кпосси, Адзо
Адзо Ребекка Кпосси (фр. Adzo Rebecca Kpossi, род. 25 января 1999 года) — тоголезская пловчиха, специализирующаяся в плавании вольным стилем и баттерфляем. Участница двух Олимпийских игр.

## Карьера
Первым стартом в карьере Кпосси стал чемпионат мира 2011 года, который прошёл в Шанхае. Там она принимала участие в двух видах программы. На пятидесятиметровке баттерфляем Адзо показала время 55.17 и заняла последнее место с семнадцатисекундным отставанием от предпоследней участницы. На аналогичной дистанции вольным стилем она финишировала со временем 44.60, опередив лишь Масемпе Тхеко из Лесото.
В 2012 году Кпосси дебютировала на Олимпийских играх. Она стала самой юной участницей Олимпиады (в день открытия Игр ей было 13 лет и 191 день). Она стартовала только на дистанции 50 м вольным стилем. В слабейшем первом заплыве она финишировала второй, проиграв касание представительнице Нигера Адаму, и обойдя на пять секунд Масемпе Тхеко.
Также Адзо принимала участие в чемпионате мира 2015 и заняла на пятидесятиметровке кролем 103 место из 113 спортсменок.
На Олимпиаде в Рио-де-Жанейро Кпосси была знаменосцем сборной на церемонии открытия. В рамках соревновательной программы она стартовала только на дистанции 50 метров вольным стилем и показала там время 33.44, заняв 79-е место среди 88 спортсменок.